# Comté de Quitman (Mississippi)
Pour les articles homonymes, voir Comté de Quitman.
Le comté de Quitman est situé dans l’État du Mississippi, aux États-Unis. Il comptait 10 117 habitants en 2000. Son siège est Marks.